# Егор Булычов и другие
«Егор Булычов и другие» — пьеса Максима Горького, написанная в 1931 году. По мнению зарубежных критиков, пьеса предвосхищает «эпический театр» Брехта.

## История создания
В начале 1930-х годов Максим Горький решил вновь обратиться к драматургии — после более, чем десятилетней паузы (в 1920-х годах он не писал новых пьес). Писатель задумал создать драматический цикл о дореволюционной России, который должен был отобразить период от кануна Революции до событий современности. Началом этого цикла стала пьеса «Егор Булычов и другие», продолжением — «Достигаев и другие».
Интересно, что в Архиве А. М. Горького сохранились наброски двух вариантов первого действия незаконченной пьесы, относящиеся к 1920-м годам, под названием «Евграф Букеев» и «Христофор Букеев» (опубликованы в «Архиве А. М. Горького, т. II, Пьесы и сценарии», Гослитиздат, М., 1941). Образ главного героя задуманной пьесы близок образу Егора Булычова.
Черновым названием будущей пьесы было «Накануне». Первые наброски под таким названием относятся к началу 1931 года. Параллельно Горький работал над пьесой «Сомов и другие», начатой им ранее. Летом 1931 года писатель закончил первую редакцию пьесы «Егор Булычов и другие».
Тогда же пьеса была передана автором в Государственный театр имени Евг. Вахтангова, директор которого в письме от 10 июля 1931 года известил Горького о принятии пьесы к постановке. По просьбе театра М. Горький внёс в пьесу некоторые дополнения, в частности — во втором действии ввёл сцену с Лаптевым. Пьеса «Егор Булычов и другие» была также передана для постановки Ленинградскому Большому драматическому театру. Премьера пьесы в обоих театрах состоялась 25 сентября 1932 года. Пьеса была впервые напечатана отдельной книгой в издательстве «Книга» в 1932 году. В 1933 году пьеса была вновь отредактирована М. Горьким и опубликована в альманахе «Год шестнадцатый. Альманах первый» (М., 1933). В 1934 году эта пьеса была поставлена Московским Художественным театром.
В архиве писателя сохранилось немало интересных материалов, связанных с пьесой Горького. Например, письмо М. Горького К. А. Федину об «Егоре Булычове» от 21 декабря 1932 года. В архиве сохранилась выправленная М. Горьким стенограмма его замечаний, сделанных 19 сентября 1932 года, после просмотра генеральной репетиции пьесы «Егор Булычов и другие» в театре имени Евг. Вахтангова. Ряд писателей и деятелей искусства — А. Н. Толстой, К. С. Станиславский, В. И. Немирович-Данченко, А. П. Чапыгин, Л. Н. Сейфуллина, С. Н. Сергеев-Ценский и другие — откликнулись на появление пьесы письмами к её автору. В письме М. Горькому, датированном 22 декабря 1932 года, В. И. Немирович-Данченко писал, что
… давно не читал пьесы такой пленительной. Право, точно Вам только что стукнуло 32 года! До того свежи краски. Молодо, ярко, сочно, жизненно, просто, — фигуры как из бронзы… И при всём том, — это уже от 60-летнего возраста и это уже на пятнадцатом году: — мудро, мудро, мудро! Бесстрашно, широкодушно. Такая пьеса, такое мужественное отношение к прошлому, такая смелость правды — говорят  о  победе, окончательной и полнейшей победе революции больше, чем сотни плакатов и демонстраций. И опять: молодо, свежо и — пленительно… Все образы до единого замечательно ярки… «Сцены»? Нет! Сценами привыкли называть нечто, что — не пьеса. Это цельное драматическое произведение, — но больше пьесы. Это надо назвать как-то иначе.
В феврале 1933 года А. Н. Толстой писал А. М. Горькому:
На днях видел у вахтанговцев «Булычова». Вы никогда не поднимались до такой простоты искусства. Именно таким должно быть искусство, — о самом важном, словами, идущими из мозга, — прямо и просто — без условности форм. Спектакль производит огромное и высокое впечатление. Изумительно, что, пройдя такой путь, Вы подошли к такому свежему и молодому искусству…

## Действующие лица
- Егор Булычов
- Ксения — его жена
- Варвара — дочь от Ксении
- Александра — побочная дочь
- Мелания — игуменья, сестра жены
- Звонцов — муж Варвары
- Тятин — его двоюродный брат
- Мокей Башкин
- Василий Достигаев
- Елизавета — жена его
- Антонина и Алексей — дети от первой жены
- Павлин — поп
- Доктор
- Трубач
- Зобунова — знахарка
- Пропотей — блаженный
- Глафира — горничная
- Таисья — служанка Мелании
- Мокроусов — полицейский
- Яков Лаптев — крестник Булычова
- Донат — лесник

## Известные постановки
Премьера пьесы состоялась в один день: 25 октября 1932 г. — к 40-летию творческой деятельности Горького: в Москве (Театр им. Вахтангова,) и Ленинграде (Большой драматический театр).
- 25 октября 1932 года — Театр им. Вахтангова. Режиссёр Б. Е. Захава, художник В. В. Дмитриев; Егор Булычов — Б. В. Щукин, Ксения — Анна Запорожец, Шура — Ц. Л. Мансурова, Мелания — М. Н. Некрасова, Звонцов — А. Д. Козловский (второй состав Л. П. Русланов), Варвара — Д. А. Андреева, (второй состав Е. А. Меньшова), Тятин — К. Я. Миронов и А. П. Тутышкин, Мокей Башкин — Иван Лобашков, Достигаев — О. Н. Басов, Б. Е. Захава, Елизавета — В. К. Львова, В. С. Макарова, Антонина — Валерия Тумская и К. И. Ясюнинская, Алексей — М. Н. Сидоркин и Л. Д. Снежницкий, Павлин — М. С. Державин, Трубач — В. Г. Кольцов, Зобунова — Е. Д. Понсова, Пропотей — Борис Семёнов, Глафира — Е. Г. Алексеева, Таисья — Зоя Бажанова, Татьяна Блажина, Донат — Виктор Эйхов).

Впоследствии Захава ставил эту пьесу ещё четыре раза — два раза в Армении (Театр им. Сундукяна — 1933 г, Булычов — Ованес Абелян; 1952 г., Булычов — Вагарш Вагаршян), в Болгарии и снова в Вахтанговском театре в 1951 году — это возобновление спектакля в Вахтаговском театре получило Сталинскую премию режиссёру и исполнителям главных ролей: Булычов — С. В. Лукьянов(за исполнение роли Сталинская премия второй степени, 1952 г.), (второй состав — М. С. Державин), Мелания — Нина Русинова, Шурка — Г. А. Пашкова (за исполнение роли Сталинская премия второй степени, 1952 г.), Варвара — Л. А. Пашкова (за исполнение роли Сталинская премия 2-й степени, 1952 г.), Тятин — Ю. П. Любимов (за исполнение роли Сталинская премия 2-й степени, 1952 г.), Трубач Гаврила — А. Н. Котрелёв, Лаптев — М. А. Ульянов
- 25 октября 1932 года — Ленинградский Большой драматический театр. Режиссёры К. К. Тверской и В. В. Люце, художник М. З. Левин; Егор Булычев — Н. Ф. Монахов и Скоробогатов, Ксения — Е.Никитина, Шура — Ефимова и Ольга Казико, Меланья — Дефорж, Звонцов — Полевой, Юрий Свирин, Варвара — Анна Никритина, Тятин — Анатолий Дубенский, Достигаев — Виталий Полицеймако и Константин Скоробогатов, Антонина — Дора Вольперт, Алексей — Панов, Павлин — Богдановский, Трубач — В. Чайников, Пропотей — Сергей Карнович-Валуа)
- 1949 год, там же, возобновление: режиссёр Рашевская, художник Рыков, Егор Булычов — Виталий Полицеймако, Пропотей — В. Я. Софронов
- 6 февраля 1934 года — МХТ. Художественный руководитель постановки В. И. Немирович-Данченко, режиссёр В. Г. Сахновский, художник К. Ф. Юон. Булычев — Л. М. Леонидов, Меланья — Ф. В. Шевченко, Ксения — М. И. Пузырёва, Александра — А. И. Степанова, Достигаев — А. Н. Грибов, Трубач — В. В. Грибков, Звонцов — А. П. Кторов, Варвара — В. С. Соколова, Тятин — И. М. Кудрявцев, Мокей Башкин — В. П. Истрин, Елизавета — Н. И. Сластенина, Антонина — В. А. Вронская, И. С. Вульф, Алексей — П. В. Массальский, Павлин — В. О. Топорков, Зобунова — А. П. Зуева, Пропотей — В. К. Новиков, Глафира — В. Н. Попова, Таисья — М. А. Ладынина.
- 1947 год — Харьковский государственный академический украинский драматический театр имени Т.Г. Шевченко. Режиссёр Борис Норд, художник Д. Власюк. Булычев — М.М. Крушельницкий, Меланья — Н. Лихо, Ксения — Л. Криницкая, Александра — Е. Петрова, Достигаев — , Трубач — М. Покотило, Звонцов — Ф. Радчук, Доктор - Н. Савченко, Варвара — Н. Герасимова, Тятин — , Мокей Башкин — С. Верхацкий, Елизавета — , Антонина — , Алексей — , Павлин — Е. Бондаренко, Зобунова — С. Лор и Д. Миргород, Пропотей - , Глафира — С. Федорцева, Таисья — .
- 1964 год — МХАТ. Режиссёры: Борис Ливанов и др. Егор Булычов — Борис Ливанов, Ксения — Анастасия Георгиевская, Варвара — Евгения Ханаева, Меланья — Клавдия Еланская, Александра — Нина Гуляева, Звонцов — Галикс Колчицкий, Тятин — Олег Стриженов, Макей Башкин — Иван Кудрявцев, Достигаев — Марк Прудкин, Елизавета — Галина Калиновская, Антонина — Валентина Калинина, Алексей — Константин Градополов, Павлин — Алексей Жильцов, Доктор — Юрий Недзвецкий, Трубач — Владимир Попов, Зобунова — Анастасия Зуева, Пропотей — Никита Кондратьев, Глафира — Галина Попова, Таисья — Анна Кедрова, Мокроусов, полицейский — Виталий Беляков, Яков Лопатин — Николай Алексеев, Донат — Виктор Новосельский (Запись спектакля на радио 1964 г. Чтец от автора — Иван Тарханов).

Пьеса также неоднократно ставилась на разных сценических площадках СССР: Воронежский театр (1933 г., 1961 г.), Свердловский театр (1933 г.), Самарский театр (1933 г.); Горьковский театр (1933 г., 1951 г.); Ярославский театр (1933 г., 1950 г.); Новосибирский театр «Красный факел» (1933 г.); Ивановский театр (1933 г.); Харьковский театр (режиссёр Александр Крамов, 1934 г.) и др.
Марк Захаров 1986 г.

## Пьеса в XXI веке
После распада СССР пьеса не ставится в России. Тем не менее, её нельзя назвать совсем забытой: в 2020 году МХТ им. Чехова провёл трансляцию записи постановки 1963 года, а Дмитрий Быков часто называет произведение одной из лучших пьес Горького.
Пьеса имеет некоторую известность и за рубежом. Так, в 2003 году Кэти Портер был опубликован новый перевод пьесы на английский язык. Единственная после распада СССР постановка на Западе была осуществлена в 2015 году в лондонском театральном Колледже Роуз Брафорд, однако с тех пор больше не ставилась. 
Положительно оценивают пьесу западные критики. Так, по мнению Синтии Марш, пьеса предвосхищает «эпический театр» Бертольта Брехта .

## Экранизации
- Егор Булычов и другие (телеспектакль). СССР, 1953. Режиссёр — Борис Захава. В главной роли — Сергей Лукьянов.
- Егор Булычов и другие. Мосфильм, 1971. Режиссёр — Сергей Соловьёв. В главной роли — Михаил Ульянов.